# Optokobler
En optokobler er en elektronisk komponent eller 2 delkredsløb, som ved hjælp af optiske signaler (lysimpulser) tillader overførsel (envejskobling) af (fortrinsvis digitale) elektriske signaler mellem to kredsløb, der er elektrisk isoleret fra hinanden.
Optokoblere bruges primært i situationer, hvor der mellem en signalkilde og en modtager af signalet er, eller kan forekomme spændingsforskelle, der kan skade modtager-siden ved direkte sammenkobling.
I sin simpleste form består en optokobler af en styrbar lyskilde (typisk en lysdiode – i ældre tid glødelampe) og en lysfølsom komponent (normalt en fotodiode, fototransistor, LDR), anbragt indenfor "synsvidde" af hinanden, men med tilpas stor adskillelse til, at selv store spændingsforskelle mellem de to "sider" ikke kan "slå igennem". Typisk har IC-optokoblere en isolation på op til 5000 volt. De anvendes f.eks. til elnettilkoblede SMPS i f.eks. computere, fjernsyn og vekselrettere, hvor deres funktion er at signalere, at sekundærsiden har nået det rette spændingsniveau.
I mere avancerede typer er fotodioden eller fototransistoren bygget sammen et forstærkerkredsløb, så udgangen på optokobleren leverer et "færdigt" digitalt signal med de 0/5 volt signalniveauer, der almindeligvis bruges indenfor digital elektronik.

### Anvendelser
- Telephone ringing circuits
- Solid State Relays Arkiveret 13. maj 2006 hos  Wayback Machine Citat: "...The PVI: A Versatile Circuit Element shows a unique application of their Photovoltaic Isolator...Solid State Relay..."
  - Supertex AN-D18 Application Note (pdf) Arkiveret 6. marts 2005 hos  Wayback Machine